# Ringextruder
Ringextruder sind in der Kunststoff- und Lebensmittelindustrie eingesetzte Maschinen und gehören zur Obergruppe der Extruder. Hauptsächlich werden Ringextruder in der Kunststofftechnik eingesetzt, wo sie zur Plastifizierung und Compoundierung von Kunststoffen verwendet werden.

Animation eines Ringextruder-Schneckenpakets

## Aufbau und Funktionsprinzip
Ringextruder funktionieren nach dem Prinzip der dichtkämmenden, gleichsinnig drehenden Doppelschneckenextruder. Allerdings sind beim Ringextruder 12 ortsfeste Schnecken koaxial im Kreis angeordnet. Alle benachbarten Wellenmittelpunkte weisen denselben Achsabstand auf und die Schneckenprofile greifen dichtkämmend ineinander. Die Schneckenwellen sind um einen zentralen, feststehenden Kern angeordnet und zumeist mit zweigängigen Schneckenelementen bestückt. Beim Prozess rotieren die Wellen mit identischer Drehzahl um ihre eigene Mittelachse. Damit sind die Bewegungsabläufe von zwei benachbarten Schnecken analog zur gleichsinnig drehenden Doppelschnecke. Prinzipiell kann der Ringextruder daher sämtliche Aufgaben der Doppelschneckenextruder in zumindest derselben Qualität erfüllen.
In der Verfahrenseinheit können, wie auch bei anderen Extrudertypen, Schnecken- und Gehäuseelemente modular ausgewählt werden. Dadurch ergibt sich die Möglichkeit einzelne Elemente zu einer Schneckenkonfiguration zu kombinieren und so Funktionszonen entlang des Verfahrensteils zu definieren. Diese Funktionszonen werden dann von passend ausgewählten Gehäuseelementen umschlossen und sind auf bestimmte Grundoperationen, wie z. B. Fördern, Mischen oder Kneten, ausgerichtet. Durch die Unterteilung des Gehäusezylinders ergeben sich getrennt regelbare Temperaturzonen, die gezielt an die jeweiligen Prozessschritte angepasst werden können. Der zentrale Kern der Verfahrenseinheit wird ebenfalls aus einzelnen Segmenten gebildet und ist über die Kernwelle mit flüssigen Medien temperierbar.
Abgesehen von der Verfahrenseinheit, in der sich die Schnecken befinden, unterscheiden sich die Hauptkomponenten des Ringextruders im Vergleich zu anderen Extrudern nur im verbauten Getriebe. Das Reduzier- und Verzweigungsgetriebe besteht aus einer zentral angetriebenen Welle, die wiederum die Schneckenwellen antreibt. Die symmetrische Konstruktion führt zu einer ausgeglichenen Kräfteverteilung.

## Verfahrenstechnische Vorteile gegenüber Doppelschneckenextrudern

Animation der Bewegungsabläufe im Querschnitt der Doppelschnecke

Animation der Bewegungsabläufe im Querschnitt des Ringextruders

Die Profile der benachbarten Schnecken greifen ineinander, um das freie Volumen um die einzelnen Schneckenwellen gegeneinander abzudichten und so den Druckaufbau und die Förderung des Mediums zu ermöglichen. Der Bereich, in dem sich die Querschnittsfläche der Schnecken überschneidet, wird Zwickel genannt.
Im Ringextruder bilden sich bei Verwendung von zweigängigen Schneckenwellen 12 Materialströme aus, wohingegen sich bei der Doppelschnecke nur drei Ströme ergeben.

### Entgasung
Durch die erhöhte Anzahl an Schmelzeströmen bietet der Ringextruder unter Voraussetzung eines äquivalenten Durchsatzniveaus dem Plastifikat eine signifikant größere, nicht benetzte Oberfläche, bei einem vergleichbaren Schmelzevolumen im Querschnitt. Die Schmelzepools haben durch die vierfache Anzahl an Schmelzeströmen geringere Schichtdicken und dadurch kürzere Diffusionswege. Zudem wird durch die höhere Anzahl an Zwickelbereichen pro Schnecke das Produkt häufiger von Schnecke zu Schnecke übergeben und die Produktoberfläche durch die komplexen Strömungsvorgänge im Zwickelbereich äußerst häufig erneuert. Zusammenfassend lässt sich sagen, dass das erhöhte Oberfläche/Volumen-Verhältnis, die Aufteilung der Schmelze in kleinere Portionen, sowie die hohe Oberflächen-Neubildungsrate in Kombination mit dem großvolumigen Prozessraum die Entgasungsleistung im Vergleich zur Doppelschnecke signifikant erhöhen.

### Dispersives und Distributives Mischen
In den Schneckenkanälen außerhalb der Zwickel sind vorwiegend einfache Scherströmungen zu finden, während sich in den Zwickelbereichen durch sehr komplexe Strömungsmechanismen erhöhte Dehnströmungsanteile ergeben. Diese sind äußerst effizient und energiesparend in Bezug auf Dispergierung. Da der Ringextruder eine höhere Anzahl an Zwickeln pro Welle hat, durchläuft die Schmelze beim Transport durch die Verfahrenseinheit solche Zwickelbereiche verhältnismäßig öfter. In jedem Querschnitt des Extruders befindet sich volumenbezogen auch mehr Schmelze in Zwickelbereichen. Dieser Vorteil führt dazu, dass die Zerteil- und Mischprozesse im Ringextruder wesentlich effizienter durchgeführt werden und dennoch ein reduzierter, spezifischer Energieeintrag in das Plastifikat erreicht wird. Daraus resultieren ferner eine höhere Produktqualität und ein verringerter Energieverbrauch.

### Verschleiß
Aufgrund der hohen Belastungen im Zwickelbereich müssen Wellen von Doppelschneckenextrudern besonders biegefest sein. Bei detaillierten Untersuchungen wurden dort bei herkömmlichen Knetelementen mehrere Hundert bar Massedruck gemessen. Dadurch verursachte Spreizkräfte können starken Verschleiß hervorrufen und schlimmstenfalls zum Kontakt mit dem Gehäuse führen. Da im Ringextruder jede Schnecke zwei Nachbarschnecken besitzt, werden diese beidseitig durch das extrudierte Produkt gelagert. So heben sich die Spreizkräfte teilweise gegenseitig auf und das Anlaufen der Schnecken am Extrudergehäuse kann nahezu ausgeschlossen werden.

### Temperierung
Ein weiterer Vorteil, der sich aus der Geometrie des Ringextruders ergibt, ist die größere spezifische Wärmeübertragungsfläche. Extrusionsversuche haben dies für alle Baugrößen von Ringextrudern in Bezug auf die jeweils durchsatzmäßig vergleichbare Doppelschnecke bestätigt.

## Haupteinsatzgebiete
- Recycling von PET-Getränkeflaschen
- Compoundierung von Gummimassen